# Besitz (Deutschland)
Besitz ist die willentliche, tatsächliche Herrschaft einer Person über eine Sache („Sachherrschaft“). In Abgrenzung zum Eigentum meint der Besitz im juristischen Sinne die tatsächliche Innehabung einer Sache, während das Eigentum ein Recht an einer Sache begründet.

## Begriff
Obwohl Besitz und Eigentum im alltäglichen Sprachgebrauch nur selten differenziert betrachtet werden, muss es in rechtlicher Hinsicht eine strikte Unterscheidung geben. Eine Legaldefinition des Besitzbegriffes nach deutschem Recht lässt sich nicht aus den rechtlichen Regelungen der §§ 854 bis 872 Bürgerlichen Gesetzbuch (BGB) herleiten, sondern ist von der Rechtsprechung und Literatur entwickelt und konkretisiert worden. Danach ist der Besitz die tatsächliche Herrschaft einer Person über eine Sache, die sog. Sachherrschaft, die vom Rechtsverkehr anerkannt und von der Rechtsordnung geschützt ist. Demnach handelt es sich nicht um ein subjektives Recht, sondern um ein tatsächliches Verhältnis. Maßgebend für die Frage, ob jemand eine Sache besitzt, ist nicht, ob diese Sache seinem Eigentum zuzurechnen ist, ob er also ein Recht an der Sache hat, sondern ob er die tatsächliche Gewalt über dieselbige ausübt. Ob die tatsächliche Gewalt über eine Sache ausgeübt wird, bestimmt sich nach der Verkehrsauffassung. Als notwendige Kriterien für die tatsächliche Sachherrschaft sind nach ganz überwiegender Ansicht eine räumliche Nähe zur Sache, eine gewisse zeitliche Dauer der Herrschaft und ein Wille zum Besitz erforderlich.
In diesem Sinne hat auch der Mieter Besitz an der Wohnung und sogar der Dieb Besitz an dem gestohlenen Gegenstand; entscheidend ist nur die tatsächliche Sachherrschaft, nicht die Rechtmäßigkeit des Besitzes.

## Funktionen des Besitzes
Der Gesetzgeber ordnet dem Besitz unterschiedliche Rollen und Aufgaben zu.

### Schutzfunktion
Der Besitz ist neben dem Besitzrecht als selbstständig schutzwürdige Rechtsposition anerkannt, da der Eigentümer nicht immer im Stande sein wird, dem momentanen Besitzer in der Geltendmachung seiner Rechte behilflich zu sein.
Die Frage, ob es sich beim Besitz um eine schutzwürdige Rechtsposition handelt, ist jedoch umstritten.
Der Besitzschutz wird in unterschiedlicher Weise umgesetzt.
In den §§ 858 bis 867 BGB wird der Besitzer vor dem Zugriff Dritter geschützt.
Eine Besitzentziehung oder Besitzstörung gegen den Willen des Besitzers (Verbotene Eigenmacht) ist rechtswidrig, es sei denn, die Entziehung oder Störung ist ausnahmsweise gesetzlich gestattet. Ein solcher Rechtfertigungsgrund ist zum Beispiel Notstand (§ 228, § 904 BGB und § 34 StGB) oder Selbsthilfe (§ 229 BGB). Der verbotenen Eigenmacht darf sich der unmittelbare Besitzer, gemäß § 859 Abs. 1 BGB, mit Gewalt erwehren (Besitzwehr), und falls der Besitz bereits entwendet wurde, darf ihn sich der bisherige Besitzer, gemäß § 859 Abs. 2 BGB, unmittelbar zeitnah, bspw. wenn man den Dieb auf frischer Tat ertappt, mit Gewalt zurückholen (Besitzkehr). Die Gewaltanwendung darf jedoch das erforderliche Maß nicht überschreiten; bspw. kann ein Waffengebrauch ein unangemessenes und daher unzulässiges Mittel der Selbsthilfe nach § 859 BGB darstellen.
Bei Grundstücken greift § 859 Abs. 3 BGB.
Zusätzlich zum Selbsthilferecht des § 859 BGB stehen dem Besitzer gerichtlich durchsetzbare Schutzansprüche wegen Besitzentziehung und Besitzstörung zu, die zusammen mit dem § 867 BGB zu den possessorischen Ansprüchen zählen.
Diese Ansprüche schützen grundsätzlich unabhängig vom Bestehen eines Rechts zum Besitz den reinen Besitz als solchen und stehen daher jedem, auch dem nicht rechtmäßigen Besitzer, zu.
So darf der Eigentümer nach Ablauf der Mietzeit dem Mieter nicht einfach die Sache wegnehmen, sondern muss gegebenenfalls gerichtliche Hilfe in Anspruch nehmen. Der Ladeninhaber darf deshalb den Dieb gewaltsam an der Wegnahme hindern und ihm die erbeutete Sache auch sofort wieder mit Gewalt abnehmen. In § 1007 BGB ist der petitorische Besitzschutz geregelt, der dem früheren Besitzer einer beweglichen Sache unter bestimmten Voraussetzungen einen Anspruch gegen den jetzigen Besitzer einräumt, wenn er den Besitz unfreiwillig eingebüßt hat. Zusätzlich wird der Besitz auch durch allgemeine Normen geschützt.
Zunächst ist er ein sonstiges Recht im Sinne des § 823 Abs. 1 BGB, so dass der Besitzer bei schuldhafter Beeinträchtigung seines Besitzes (wichtig: nicht seines Rechtes auf Besitz s. o.) ein Recht auf Schadensersatz hat, wodurch der deliktische Schutz sichergestellt ist.
Zudem kann der Besitz mittels Eingriffs- und Leistungskondiktion gem. § 812 Abs. 1 BGB wiedererlangt werden. Als letzter Punkt beim Besitzschutz ist der vollstreckungsrechtliche Besitzschutz zu nennen.

### Publizitätsfunktion
Durch den Besitz lassen sich bewegliche Sachen für jedermann ersichtlich ihren Rechtssubjekten zuordnen. Bei den unbeweglichen Sachen (Immobilien) übernimmt diese Funktion das Grundbuch, welches Auskunft über die Eigentumslage gibt.
Für die Übereignung einer beweglichen Sache gemäß § 929 Satz 1 BGB ist zusätzlich zur Einigung, die eine auf Rechtsänderung gerichtete Willenserklärung darstellt, die Übergabe oder gem. § 930, § 931 BGB ein sog. Übergabesurrogat notwendig. In § 1006 BGB wird eine Vermutungswirkung des Eigentums von beweglichen Sachen zugunsten des Besitzers kodifiziert. Daher ist der Besitzer in einem Prozess nicht verpflichtet, sein Eigentum zu beweisen; denn die Beweispflicht trägt derjenige, der das Eigentum des Besitzers bestreitet.
In § 891 BGB findet sich eine entsprechende Regelung für Immobilien.
Regelungen zur Gutglaubenswirkung des Besitzes finden sich in §§ 932 ff. BGB.

### Erhaltungsfunktion
Die Erhaltungs-, die auch Kontinuitätsfunktion genannt wird, beschreibt das Interesse des Besitzers möglichst lange den Besitz einer Sache innehaben zu wollen. Einführendes Beispiel ist, dass der Besitz eines Mieters von Wohnraum auch bei Veräußerung des Grundstückes geschützt wird, § 566 BGB („Kauf bricht nicht Miete“).
Zu § 566 BGB findet sich in § 986 Abs. 2 BGB eine ähnliche Regelung, mit deren Hilfe der Besitzer bei einem Eigentümerwechsel sein Besitzrecht dem neuen Eigentümer entgegenhalten kann. Beide Vorschriften basieren auf dem Gedanken des Gesetzgebers, wonach der Besitzer in bestimmten Situationen als besonders schutzwürdig anzusehen ist, und sie sollen die Möglichkeit der Vereitelung des Besitzrechtes durch eine willkürliche Übereignung des Eigentümers verhindern.
Beispiel: Ein Student leiht einem Kommilitonen ein Fachbuch, für die Zeit von drei Monaten zur Examensvorbereitung. Während dieser Zeit verkauft der Student das Buch an einen Dritten und übereignet es dadurch, dass er sich mit dem Dritten über den Eigentumsübergang einigt und dem Dritten den Herausgabeanspruch gegen seinen Kommilitonen aus der Leihe abtritt (Übergabesurrogat, s. o.! § 929 Satz 1, § 931 BGB). Hier kann der Kommilitone, gemäß § 986 Abs. 2 BGB, auch dem Dritten sein Recht zum Besitz aus der Leihe entgegenhalten. Gemäß § 935 BGB ist bei unfreiwilligem Abhandenkommen des Besitzes ein gutgläubiger Eigentumserwerb von Dritten nicht möglich. Auch beachtlich ist das so genannte Ablösungsrecht des § 268 Abs. 1 BGB, durch das z. B. der Mieter eine Sache, bei drohender Zwangsvollstreckung, den Besitz dadurch weiter erhalten kann, indem er den Gläubiger befriedigt.

## Arten des Besitzes

### Unmittelbarer und mittelbarer Besitz
Unmittelbarer Besitz liegt vor, wenn nach der Auffassung des täglichen Lebens auf Grund der räumlichen Beziehung und deren Dauer eine tatsächliche Sachherrschaft, des Besitzers oder eines Besitzdieners, gegeben ist. Mittelbarer Besitz abstrahiert juristisch bereits wieder von der vorstehenden Definition über die Sachherrschaft und sieht auch denjenigen als Besitzer an, der die Sachherrschaft nicht selbst wahrnimmt, sondern mit Hilfe eines Besitzmittlungsverhältnisses durch einen anderen ausüben lässt (§ 868 BGB). Das meistverbreitete Besitzmittlungsverhältnis ist die Miete. Der Eigentümer (Vermieter) lässt die unmittelbare Sachherrschaft durch den Mieter ausüben. Dann ist der Vermieter mittelbarer und der Mieter unmittelbarer Besitzer. Der Besitzmittler steht im Gegensatz zum Besitzdiener nicht in einem sozialen Abhängigkeitsverhältnis, übt also den Besitz nicht für jemand anderen aus, sondern ist selbst unmittelbarer Besitzer.

### Besitzdiener
Befindet sich derjenige, der die unmittelbare Sachherrschaft tatsächlich ausübt, in Abhängigkeit zu einem anderen, arbeitet bspw. in dessen Haushalt oder Erwerbsgeschäft, und muss er aufgrund von einem Rechtsverhältnis den Weisungen des anderen Folge leisten, so spricht ihm das Gesetz den Besitz für den Fall ab, dass er diese Sachherrschaft für den anderen ausübt (§ 855 BGB). Besitzer ist dann nur der Besitzherr und nicht der Besitzdiener. Weitere Voraussetzung ist ein Rechtsverhältnis, in welchem typischerweise nur der Weisungsbefugte „Herr über die Sache“ ist, welches aber nicht wirksam sein muss, da die erkennbare Unterordnung des Besitzdieners ausreicht.
Der Knecht des Bauern hat an dem Pflug, den er führt, der Angestellte des Unternehmers hat an dem Computer, den er bedient, keinen Besitz, sondern ist nur Besitzdiener, weshalb er keinen Besitzschutz genießt und sich der Wegnahme des Pfluges oder des Computers durch den Bauern oder Chef nicht mit Gewalt erwehren darf. Allerdings darf er die Selbsthilfe des Besitzers ausüben, also bspw. für den Chef die Besitzwehr und Besitzkehr am Computer durchsetzen. Sobald der Besitzdiener Eigenbesitzwillen begründet, das Unterordnungsverhältnis also nicht mehr anerkennt, wird er unrechtmäßiger unmittelbarer Besitzer.

### Erbenbesitz
Gemäß § 857 BGB geht der Besitz an Gegenständen, die der Erblasser in Besitz hatte, im Zeitpunkt des Erbfalls auf den Erben über. Abweichend von der Grundregel des § 854 BGB muss dieser weder die tatsächliche Sachherrschaft erlangen noch einen Besitzwillen hinsichtlich dieser Gegenstände begründen. Dieser Erwerb tritt automatisch kraft Gesetzes ein, sodass der Erbe nicht einmal Kenntnis vom Erbfall haben muss.
Aufgrund des Erbenbesitzes gelten Nachlassgegenstände nach § 935 Abs. 1 BGB als Abhandengekommen, wenn ein Dritter an ihnen ohne Kenntnis des Erben Besitz erlangt. Dies steht einem gutgläubigen Erwerb dieser Sachen entgegen.

### Allein- und Mitbesitz; Teilbesitz
Übt nur eine Person die Sachherrschaft aus, hat sie Alleinbesitz. Wird dieser von mehreren Personen gemeinschaftlich, gleichberechtigt nebeneinander ausgeübt, so liegt Mitbesitz vor (§ 866 BGB). Unter den Mitbesitzern findet Besitzschutz nur statt, wenn der Eine den Anderen ganz von der Sachherrschaft ausschließt, nicht aber, wenn nur die Grenzen des Gebrauchs der gemeinsam besessenen Sache streitig sind. Sperrt also einer von zwei Mitmietern den anderen aus, darf dieser Besitzschutz üben. Macht er ihm nur den Fernsehsessel während der Sportschau streitig, sind Besitzwehr und Besitzkehr ausgeschlossen. Im Außenverhältnis ist der Mitbesitzer dem Alleinbesitzer gleichgestellt, wodurch er sämtliche Rechte aus §§ 859 ff. BGB gegen den Dritten, allein oder gemeinsam mit den anderen Mitbesitzern, unbeschränkt ausüben darf.
Beim Mitbesitz wird weiterhin unterschieden zwischen dem „schlichten“ Mitbesitz (mehrere Bewohner eines Mehrfamilienhauses haben einen Schlüssel zum Fahrradkeller; jeder einzelne kann unabhängig vom anderen Bewohner den Fahrradkeller nutzen) und dem „gesamthänderischen“ Mitbesitz, der auch „qualifiziernder“ Mitbesitz genannt werden kann (zwei Personen haben je einen Schlüssel eines Tresors, bei dem beide Schlüssel zum Öffnen des Tresors benötigt werden).
Darüber hinaus gibt es noch den sog. Teilbesitz, wenn es die Möglichkeit gibt, eine getrennte Sachherrschaft auszuüben, was bspw. bei einer abgeschlossenen Mietwohnung in einem Haus der Fall ist (Wohneigentum).

### Eigen- und Fremdbesitz
Der Eigen- und Fremdbesitz lässt sich durch die Willensrichtung des Besitzers differenzieren. Eigenbesitz hat, gem. § 872 BGB, wer die Sache als ihm gehörig besitzt. Fremdbesitzer ist, wer eine Sache für einen Anderen besitzt. Bspw. ist der Mieter kraft Mietvertrag Fremdbesitzer, da er die Mietsache für den Vermieter besitzt und dabei das fremde Eigentum achtet. Der Eigenbesitz ist Voraussetzung für den Eigentumserwerb durch Ersitzung.

## Besitzschutz
Gegenüber verbotener Eigenmacht stehen dem Besitzer die Selbsthilferechte aus § 859 BGB zu (Besitzwehr und Besitzkehr als „Soforthilfe“) sowie possessorische und petitorische Ansprüche auf Unterlassung einer Störung beziehungsweise Wiedereinräumung des Besitzes.
Der Unterschied zwischen possessorischem und petitorischem Besitzschutz: Der possessorische Besitzschutz nach § 861 in Verbindung mit § 862 und § 867 BGB stellt ausschließlich auf die „faktische Besitzausübung“ ab, ist von einem Besitzrecht also unabhängig. Anders der petitorische Besitzschutz nach § 1007 Abs. 1, Abs. 2 BGB. Dieser leitet sich aus dem „Recht zum Besitz“ ab.

## Abgrenzung zum Gewahrsam
Der überwiegend zivilrechtlich und öffentlich-rechtlich verwendete Begriff des Besitzes korrespondiert teilweise mit dem überwiegend strafrechtlich verwendeten Begriff des Gewahrsams. Besitz und Gewahrsam unterscheiden sich im Wesentlichen im Bereich von mittelbarem Besitz; bspw. ist der Vermieter zwar mittelbarer Besitzer, er hat aber keinen Gewahrsam, sowie im Bereich der Besitzdienerschaft, wo der Besitzdiener zwar zivilrechtlich kein Besitzer ist, jedoch den Gewahrsam hat.
Auch beim Erbenbesitz kann Gewahrsam und Besitz auseinanderfallen, da gemäß § 857 BGB der Erbe in die Besitzposition des Erblassers eintritt, ohne dadurch notwendigerweise Gewahrsamsinhaber zu werden, da er bspw. weit entfernt ist.